# Leichtathletik-Afrikameisterschaften 2014
Die 19. Leichtathletik-Afrikameisterschaften wurden vom 10. bis 14. August 2014 in Marrakesch, Marokko ausgetragen.

## Männer

### 100 m
| Platz | Athlet             | Land | Zeit (s) |
| ----- | ------------------ | ---- | -------- |
| 1     | Hua Wilfried Koffi | CIV  | 10,05 NR |
| 2     | Mark Jelks         | NGR  | 10,07    |
| 3     | Monzavous Edwards  | NGR  | 10,16    |
| 4     | Simon Magakwe      | RSA  | 10,19    |
| 5     | Ogho-Oghene Egwero | NGR  | 10,28    |
| 6     | Aziz Ouhadi        | MAR  | 10,29    |
| 7     | Timothy Abeyie     | GHA  | 10,40    |
| 8     | Akani Simbine      | RSA  | 13,14    |

Finale: 11. August
Wind: 0,4 m/s

### 200 m
| Platz | Athlet             | Land | Zeit (s) |
| ----- | ------------------ | ---- | -------- |
| 1     | Hua Wilfried Koffi | CIV  | 20,25    |
| 2     | Isaac Makwala      | BOT  | 20,51    |
| 3     | Carvin Nkanata     | KEN  | 20,53    |
| 4     | Ncincihli Titi     | RSA  | 20,63    |
| 5     | Jammeh Adama       | GAM  | 20,80    |
| 6     | Divine Oduduru     | NGR  | 20,81    |
| 7     | Idrissa Adam       | CMR  | 20,84    |
|       | Francis Zimwara    | ZIM  | DNS      |

Finale: 14. August
Wind: −0,8 m/s

### 400 m
| Platz | Athlet                  | Land | Zeit (s) |
| ----- | ----------------------- | ---- | -------- |
| 1     | Isaac Makwala           | BOT  | 44,23 NR |
| 2     | Wayde van Niekerk       | RSA  | 45,00    |
| 3     | Boniface Mucheru Tumuti | KEN  | 45,07    |
| 4     | Saviour Kombe           | ZAM  | 45,27    |
| 5     | Mohamed Khwaja          | LBA  | 45,40    |
| 6     | Pako Seribe             | BOT  | 45,50    |
| 7     | Noah Akwu               | NGR  | 46,40    |
| 8     | Daniel Gyasi            | GHA  | 46,94    |

Finale: 12. August

### 800 m
| Platz | Athlet                    | Land | Zeit (min) |
| ----- | ------------------------- | ---- | ---------- |
| 1     | Nijel Amos                | BOT  | 1:48,54    |
| 2     | Mohammed Aman             | ETH  | 1:48,74    |
| 3     | Taoufik Makhloufi         | ALG  | 1:49,08    |
| 4     | Ferguson Cheruiyot Rotich | KEN  | 1:49,10    |
| 5     | Evans Kipkorir            | KEN  | 1:49,47    |
| 6     | Alberto Mamba             | MOZ  | 1:49,63    |
| 7     | Antoine Gakeme            | BDI  | 1:49,74    |
| 8     | Amine El Manaoui          | MAR  | 1:49,93    |

Finale: 12. August

### 1500 m
| Platz | Athlet               | Land | Zeit (min) |
| ----- | -------------------- | ---- | ---------- |
| 1     | Ayanleh Souleiman    | DJI  | 3:42,49    |
| 2     | Asbel Kiprop         | KEN  | 3:42,58    |
| 3     | Ronald Kwemoi        | KEN  | 3:42,59    |
| 4     | Mekonnen Gebremedhin | ETH  | 3:42,65    |
| 5     | James Kiplagat Magut | KEN  | 3:43,82    |
| 6     | Yassine Bensghir     | MAR  | 3:44,00    |
| 7     | Johan Cronje         | RSA  | 3:44,40    |
| 8     | Abdessalem Ayouni    | TUN  | 3:44,67    |

### 5000 m
| Platz | Athlet                | Land | Zeit (min) |
| ----- | --------------------- | ---- | ---------- |
| 1     | Caleb Mwangangi Ndiku | KEN  | 13:34,27   |
| 2     | Isiah Kiplangat Koech | KEN  | 13:35,73   |
| 3     | Abrar Osman           | ERI  | 13:36,42   |
| 4     | Joseph Kitur Kiplimo  | KEN  | 13:39,12   |
| 5     | Yenew Alamirew        | ETH  | 13:45,86   |
| 6     | Olivier Irabaruta     | BDI  | 13:46,21   |
| 7     | Thomas Ayeko          | UGA  | 13:51,61   |
| 8     | Birhanu Legese        | ETH  | 13:59,57   |

14. August

### 10.000 m
| Platz | Athlet                | Land | Zeit (min) |
| ----- | --------------------- | ---- | ---------- |
| 1     | Nguse Amlosom         | ERI  | 28:11,07   |
| 2     | Mustapha Elaziz       | MAR  | 28:11,36   |
| 3     | Josphat Bett Kipkoech | KEN  | 28:11,61   |
| 4     | Adugna Takele         | ETH  | 28:12,27   |
| 5     | Imane Merga           | ETH  | 28:17,75   |
| 6     | Peter Cheruiyot Kirui | KEN  | 28:34,48   |
| 7     | Olivier Irabaruta     | BDI  | 28:39,26   |
| 8     | Charles Cheruiyot     | KEN  | 28:47,08   |

10. August

### 20 km Gehen
| Platz | Athlet                | Land | Zeit (min) |
| ----- | --------------------- | ---- | ---------- |
| 1     | Lebogang Shange       | RSA  | 1:26:58    |
| 2     | Samuel Ireri Gathimba | KEN  | 1:27:11    |
| 3     | Mohamed Ameur         | ALG  | 1:27:48    |
| 4     | Hassanine Sebai       | TUN  | 1:28:28    |
| 5     | David Kimutai Rotich  | KEN  | 1:29:16    |
| 6     | Hichem Medjeber       | ALG  | 1:33:36    |
| 7     | Mohamed Ragab         | EGY  | 1:34:26    |
| 8     | Ferhat Belaid         | ALG  | 1:35:22    |

14. August

### 110 m Hürden
| Platz | Athlet             | Land | Zeit (s) |
| ----- | ------------------ | ---- | -------- |
| 1     | Tyron Akins        | NGR  | 13,57    |
| 2     | Alex Al-Ameen      | NGR  | 13,78    |
| 3     | Martins Ogierakhi  | NGR  | 13,80    |
| 4     | Ruan de Vries      | RSA  | 13,82    |
| 5     | Bano Traoré        | MLI  | 14,04    |
| 6     | Othmane Hadj Lazib | ALG  | 14,27    |
|       | Moussa Dembélé     | SEN  | DNF      |
|       | Lyés Mokodel       | ALG  | DSQ 2    |

Finale: 13. August
Wind: 0,5 m/s

### 400 m Hürden
| Platz | Athlet                 | Land | Zeit (s) |
| ----- | ---------------------- | ---- | -------- |
| 1     | Cornel Fredericks      | RSA  | 48,78    |
| 2     | Cristian Morton        | NGR  | 48,92    |
| 3     | Nicholas Bett          | KEN  | 49,03    |
| 4     | L. J. van Zyl          | RSA  | 49,79    |
| 5     | Johannes Hardus Maritz | NAM  | 50,38    |
| 6     | Miles Ukaoma           | NGR  | 50,40    |
| 7     | Saber Boukemouche      | ALG  | 50,67    |
|       | Mohamed Sghaier        | TUN  | DSQ 1    |

Finale: 12. August

### 3000 m Hindernis
| Platz | Athlet                 | Land | Zeit (min) |
| ----- | ---------------------- | ---- | ---------- |
| 1     | Jairus Kipchoge Birech | KEN  | 8:34,79    |
| 2     | Jonathan Muia Ndiku    | KEN  | 8:37,67    |
| 3     | Ezekiel Kemboi         | KEN  | 8:39,30    |
| 4     | Chala Beyo             | ETH  | 8:40,02    |
| 5     | Amor Ben Yahia         | TUN  | 8:44,61    |
| 6     | Hamid Ezzine           | MAR  | 8:46,90    |
| 7     | Tafese Seboka          | ETH  | 8:50,31    |
| 8     | Abraham Habte          | ERI  | 8:50,37    |

12. August

### 4 × 100 m Staffel
| Platz | Land       | Athleten                                                               | Zeit (s) |
| ----- | ---------- | ---------------------------------------------------------------------- | -------- |
| 1     | Nigeria    | Ogho-Oghene Egwero Monzavous Edwards Obinna Metu Mark Jelks            | 38,80    |
| 2     | Ghana      | Daniel Gyasi Solomon Afful Emmanuel Dassor Timothy Abeyie              | 39,28    |
| 3     | Algerien   | Mahmoud Hammoudi Ali Bouguesba Skander Djamil Athmani Sufiane Bouhadda | 39,89 NR |
| 4     | Kenia      | Stephen Barasa Solomon Buoga Tonny Chirchir Walter Moenga              | 40,10    |
| 5     | Angola     | Mauro Gaspar Osvaldo Alexandre Prisca Baltazar Kevin Oliveira          | 40,41 NR |
| 6     | Kamerun    | Amand Tsoaqule Jean Tarcisius Batamboc Pierre Paul Bissek Idrissa Adam | 40,42    |
| 7     | Senegal    | Moussa Dembele Amadou Ndiaye Daouda Diagne Moulaye Sonko               | 40,50    |
|       | Seychellen | Dyland Sicobo Ned Azemia Neddy Marie Leeroy Henriette                  | DNS      |

Finale: 12. August

### 4 × 400 m Staffel
| Platz | Land      | Athleten                                                                       | Zeit (min) |
| ----- | --------- | ------------------------------------------------------------------------------ | ---------- |
| 1     | Botswana  | Pako Seribe Nijel Amos Leaname Maotoanong Isaac Makwala                        | 3:01,89 NR |
| 2     | Nigeria   | Noah Akwu Robert Simmons Miles Ukaoma Cristian Morton                          | 3:03,09    |
| 3     | Kenia     | Mark Mutai Solomon Buoga Nicholas Bett Boniface Mucheru Tumuti                 | 3:07,35    |
| 4     | Algerien  | Miloud Laredj Youoef Tahinkat Skander Djamil Athmani Soufiane Bouhadda         | 3:10,04    |
| 5     | Äthiopien | Geba Galcha Gabiso Abduljebar Hussen Bata Fikiru Teklemariam Haji Turie Bekere | 3:11,27    |
| 6     | Marokko   | Mustapha Ghizlane Younes S. Belkaifa Abdelhadi Messaoudi Soufiane Messaoudi    | 3:12,10    |
|       | Ghana     |                                                                                | DNS        |

14. August

### Hochsprung
| Platz | Athlet                 | Land | Höhe (m) |
| ----- | ---------------------- | ---- | -------- |
| 1     | Kabelo Kgosiemang      | BOT  | 2,28     |
| 2     | Fernand Djoumessi      | CMR  | 2,25     |
| 3     | Ali Mohd Younes Idriss | SUD  | 2,22     |
| 4     | Abdoulaye Diarra       | MLI  | 2,19     |
| 5     | Gobe Takobona          | BOT  | 2,15     |
| 6     | Mathieu Kiplagat Sawe  | KEN  | 2,15     |
| 7     | Omar Samir Kaseb       | EGY  | 2,10     |
| 7     | Saad Hammouda          | MAR  | 2,10     |

14. August

### Stabhochsprung
| Platz | Athlet                | Land | Höche (m) |
| ----- | --------------------- | ---- | --------- |
| 1     | Cheyne Rahme          | RSA  | 5,41 CR   |
| 2     | Mohamed Amin Romdhana | TUN  | 5,00      |
| 3     | Mouhcine Cheaouri     | MAR  | 5,00      |
| 4     | Hichem Khalil Cherabi | ALG  | 4,90      |
| 5     | Samir Elmafhoum       | MAR  | 4,80      |
| 6     | Rabia Elhousni        | MAR  | 4,80      |
| 7     | Nabil Ben Sikhaled    | ALG  | 4,70      |
| 8     | Juan De Swardt        | RSA  | 4,60      |

13. August

### Weitsprung
| Platz | Athlet                 | Land | Weite (m) |
| ----- | ---------------------- | ---- | --------- |
| 1     | Zarck Visser           | RSA  | 8,08      |
| 2     | Godfrey Khotso Mokoena | RSA  | 8,02      |
| 3     | Ruswahl Samaai         | RSA  | 7,84 w    |
| 4     | Robert Martey          | GHA  | 7,80 w    |
| 5     | Samson Idiata          | NGR  | 7,78      |
| 6     | Tera Langat            | KEN  | 7,65      |
| 7     | Elijah Kimitei         | KEN  | 7,63 w    |
| 8     | Ndiss Kaba Badji       | SEN  | 7,61 w    |

Finale: 11. August

### Dreisprung
| Platz | Athlet                 | Land | Weite (m) |
| ----- | ---------------------- | ---- | --------- |
| 1     | Godfrey Khotso Mokoena | RSA  | 17,03     |
| 2     | Tosin Oke              | NGR  | 16,97     |
| 3     | Roger Haitengi         | NAM  | 16,72 w   |
| 4     | Issam Nima             | ALG  | 16,61 w   |
| 5     | Hugo Mamba-Schlick     | CMR  | 16,36 w   |
| 6     | Olu Olamigoke          | NGR  | 16,18 w   |
| 7     | Mamadou Gueye          | SEN  | 16,11     |
| 8     | Tarik Bouguetaïb       | MAR  | 15,88     |

Finale: 13. August

### Kugelstoßen
| Platz | Athlet              | Land | Weite (m) |
| ----- | ------------------- | ---- | --------- |
| 1     | Orazio Cremona      | RSA  | 19,84     |
| 2     | Jaco Engelbrecht    | RSA  | 18,87     |
| 3     | Franck Elemba       | CGO  | 18,74     |
| 4     | Stephen Mozia       | NGR  | 17,65     |
| 5     | Mohamed Magdi Hamza | EGY  | 17,64     |
| 6     | Mohammed Gharrous   | MAR  | 17,05     |
| 7     | Augustine Nwoye     | NGR  | 16,90     |
| 8     | Yao Adantor         | TOG  | 16,33 NR  |

10. August

### Diskuswurf
| Platz | Athlet               | Land | Weite (m) |
| ----- | -------------------- | ---- | --------- |
| 1     | Victor Hogan         | RSA  | 62,87     |
| 2     | Russell Tucker       | RSA  | 62,15     |
| 3     | Stephen Mozia        | NGR  | 57,11     |
| 4     | Ali Abdallah Khalifa | LBA  | 53,99     |
| 5     | Yasser Farag         | EGY  | 52,82     |
| 6     | Elvino Pierre-Louis  | MRI  | 51,08     |
| 7     | Augustine Nwoye      | NGR  | 49,84     |
| 8     | Mitko Tilahun        | ETH  | 44,26     |

11. August

### Hammerwurf
| Platz | Athlet           | Land | Weite (m) |
| ----- | ---------------- | ---- | --------- |
| 1     | Mostafa el-Gamel | EGY  | 79,09 CR  |
| 2     | Chris Harmse     | RSA  | 73,90     |
| 3     | Driss Barid      | MAR  | 60,17     |
| 4     | Biruk Abraham    | ETH  | 46,12 NR  |
| 5     | Dean William     | SEY  | 46,08     |

13. August

### Speerwurf
| Platz | Athlet                   | Land | Weite (m) |
| ----- | ------------------------ | ---- | --------- |
| 1     | Julius Yego              | KEN  | 84,72     |
| 2     | Ihab Abdelrahman         | EGY  | 83,59     |
| 3     | John Robert Oosthuizen   | RSA  | 77,81     |
| 4     | Adriaan Stephanus Beukes | BOT  | 76,52 NR  |
| 5     | John Ampomah             | GHA  | 75,99 NR  |
| 6     | Rocco van Rooyen         | RSA  | 75,41     |
| 7     | Alex Kiprotich           | KEN  | 72,43     |
| 8     | Bilal Nouali             | MAR  | 66,45     |

14. August

### Zehnkampf
| Platz | Athlet               | Land | Punkte |
| ----- | -------------------- | ---- | ------ |
| 1     | Larbi Bourrada       | ALG  | 8311   |
| 2     | Guillaume Thierry    | MRI  | 7312   |
| 3     | Atsu Nyamadi         | GHA  | 6946   |
| 4     | Florent Lomba Bilisi | COD  | 6858   |
| 5     | Ali Kamé             | MAD  | 6819   |
| 6     | Walid Nsiri          | TUN  | 6613   |
| 7     | Louis Fabrice Rajah  | MRI  | 6497   |

10./11. August

## Frauen

### 100 m
| Platz | Athletin              | Land | Zeit (s) |
| ----- | --------------------- | ---- | -------- |
| 1     | Blessing Okagbare     | NGR  | 11,00 CR |
| 2     | Murielle Ahouré       | CIV  | 11,03    |
| 3     | Marie-Josée Ta Lou    | CIV  | 11,20    |
| 4     | Gloria Asumnu         | NGR  | 11,49    |
| 5     | Pon-Karidjatou Traoré | BUR  | 11,60    |
| 6     | Gemma Acheampong      | GHA  | 11,74    |
| 7     | Lawretta Ozoh         | NGR  | 11,74    |
| 8     | Adeline Gouénon       | CIV  | 11.86    |

Finale: 11. August

### 200 m
| Platz | Athletin           | Land | Zeit (s) |
| ----- | ------------------ | ---- | -------- |
| 1     | Murielle Ahouré    | CIV  | 22,36    |
| 2     | Marie-Josée Ta Lou | CIV  | 22,87    |
| 3     | Dominique Duncan   | NGR  | 22,98    |
| 4     | Justine Palframan  | RSA  | 23,27    |
| 5     | Gloria Asumnu      | NGR  | 23,31    |
| 6     | Regina George      | NGR  | 23,53    |
| 7     | Lydia Mashila      | BOT  | 23,77    |
| 8     | Phumlile Ndzinisa  | SWZ  | 23,89    |

Finale: 14. August

### 400 m
| Platz | Athletin              | Land | Zeit (s) |
| ----- | --------------------- | ---- | -------- |
| 1     | Folashade Abugan      | NGR  | 51,21    |
| 2     | Kabange Mupopo        | ZAM  | 51,21 NR |
| 3     | Patience Okon George  | NGR  | 51,68    |
| 4     | Ada Benjamin          | NGR  | 52,59    |
| 5     | Maureen Jelagat Maiyo | KEN  | 52,96    |
| 6     | Justine Palframan     | RSA  | 53,70    |
| 7     | Djénébou Danté        | MLI  | 54,34    |
| 8     | Phumlile Ndzinisa     | SWZ  | 54,96    |

Finale: 12. August

### 800 m
| Platz | Athletin                  | Land | Zeit (min) |
| ----- | ------------------------- | ---- | ---------- |
| 1     | Eunice Jepkoech Sum       | KEN  | 1:59,45    |
| 2     | Janeth Jepkosgei Busienei | KEN  | 1:59,74    |
| 3     | Agatha Jeruto             | KEN  | 1:59,84    |
| 4     | Tigist Assefa             | ETH  | 2:00,43    |
| 5     | Noélie Yarigo             | BEN  | 2:01,64    |
| 6     | Malika Akkaoui            | MAR  | 2:02,63    |
| 7     | Selam Abrhaley            | ETH  | 2:03,03    |
| 8     | Lydiya Melese             | ETH  | 2:03,52    |

Finale: 14. August

### 1500 m
| Platz | Athletin        | Land | Zeit (min) |
| ----- | --------------- | ---- | ---------- |
| 1     | Hellen Obiri    | KEN  | 4:09,53    |
| 2     | Dawit Seyaum    | ETH  | 4:10,92    |
| 3     | Rababe Arafi    | MAR  | 4:12,08    |
| 4     | Axumawit Embaye | ETH  | 4:13,27    |
| 5     | Faith Kipyegon  | KEN  | 4:13,46    |
| 6     | Habiba Ghribi   | TUN  | 4:14,51    |
| 7     | Besu Sado       | ETH  | 4:17,51    |
| 8     | Selah Busienei  | KEN  | 4:19,24    |

12. August

### 5000 m
| Platz | Athletin                 | Land | Zeit (s)    |
| ----- | ------------------------ | ---- | ----------- |
| 1     | Almaz Ayana              | ETH  | 15:32,72 CR |
| 2     | Genzebe Dibaba           | ETH  | 15:42,16    |
| 3     | Janet Kisa               | KEN  | 15:54,04    |
| 4     | Margaret Wangari Muriuki | KEN  | 15:55,18    |
| 5     | Mercy Cherono            | KEN  | 16:08,81    |
| 6     | Kidusan Alema            | ETH  | 16:59,28    |
| 7     | Nebyat Abraham           | ERI  | 17:15,20    |
| 8     | Elvanie Nimbona          | BDI  | 17:23,12    |

11. August

### 10.000 m
| Platz | Athletin          | Land | Zeit (s) |
| ----- | ----------------- | ---- | -------- |
| 1     | Joyce Chepkirui   | KEN  | 32:45,27 |
| 2     | Emily Chebet Muge | KEN  | 32:45,28 |
| 3     | Belaynesh Oljira  | ETH  | 32:49,39 |
| 4     | Genet Yalew       | ETH  | 32:52,46 |
| 5     | Tigist Abayechew  | ETH  | 34:21,12 |
|       | Khadija Sammah    | MAR  | DNF      |

13. August

### 20 km Gehen
| Platz | Athletin           | Land | Zeit (min) |
| ----- | ------------------ | ---- | ---------- |
| 1     | Grace Wanjiru Njue | KEN  | 1:37,04    |
| 2     | Emily Wamusyi Ngii | KEN  | 1:38,12    |
| 3     | Askale Tiksa       | ETH  | 1:40,05    |
| 4     | Chahinez Nasri     | TUN  | 1:42,55    |
| 5     | Yehualeye Beletew  | ETH  | 1:47,33    |
| 6     | Cornelia Swart     | RSA  | 1:48,13    |
| 7     | Olfa Lafi          | TUN  | 1:51,32    |
| 8     | Faustina Oguh      | NGR  | 2:04,39    |

14. August

### 100 m Hürden
| Platz | Athletin            | Land | Zeit (s) |
| ----- | ------------------- | ---- | -------- |
| 1     | Rikenette Steenkamp | RSA  | 13,26    |
| 2     | Rosvitha Okou       | CIV  | 13,26    |
| 3     | Nichole Denby       | NGR  | 13,27    |
| 4     | Lindsay Lindley     | NGR  | 13,43    |
| 5     | Gnima Faye          | SEN  | 13,49    |
| 6     | Adja Arrete Ndiaye  | SEN  | 13,60    |
| 7     | Witney Barata       | ANG  | 14,56    |
|       | Rahmatou Dramé      | MLI  | DNF      |

Finale: 11. August

### 400 m Hürden
| Platz | Athletin         | Land | Zeit (s) |
| ----- | ---------------- | ---- | -------- |
| 1     | Wenda Nel        | RSA  | 55,32    |
| 2     | Amaka Ogoegbunam | NGR  | 55,46    |
| 3     | Koki Manunga     | KEN  | 55,84 NR |
| 4     | Hayat Lambarki   | MAR  | 55,93    |
| 5     | Anneri Ebersohn  | RSA  | 56,71    |
| 6     | Lamiae Lhabze    | MAR  | 57,24    |
| 7     | Audrey Nkamsao   | CMR  | 58,90    |
| 8     | Hasna Grioui     | MAR  | 1:01,79  |

Finale: 14. August

### 3000 m Hindernis
| Platz | Athlet                 | Land | Zeit (min)  |
| ----- | ---------------------- | ---- | ----------- |
| 1     | Hiwot Ayalew           | ETH  | 09:29,54 CR |
| 2     | Sofia Assefa           | ETH  | 09:30,20    |
| 3     | Salima Elouali Alami   | MAR  | 09:33,02    |
| 4     | Etenesh Diro           | ETH  | 09:36,56    |
| 5     | Habiba Ghribi          | TUN  | 09:41,30    |
| 6     | Purity Cherotich Kirui | KEN  | 09:50,87    |
| 7     | Joan Kipkemoi Rotich   | KEN  | 09:50,95    |
| 8     | Eliane Saholinirina    | MAD  | 10:09,25    |

14. August

### 4 × 100 m Staffel
| Platz | Land           | Athletinnen                                                                       | Zeit (s) |
| ----- | -------------- | --------------------------------------------------------------------------------- | -------- |
| 1     | Nigeria        | Gloria Asumnu Lawretta Ozoh Dominique Duncan Blessing Okagbare                    | 43,56    |
| 2     | Elfenbeinküste | Tryphene Kouame Adjoua Mireille Gaha Adeline Gouénon Marie-Josée Ta Lou           | 43,99    |
| 3     | Ghana          | Flings Owusu-Agyapong Gemma Acheampong Beatrice Gyaman Janet Amponsah             | 44,06    |
| 4     | Kenia          | Millicent Ndoro Jacinter Shikanda Koki Manunga Safina Mukoswa                     | 46,06    |
| 5     | Kamerun        | Labarang Charifa Benazir Audrey Nkamsao Germaine Abessolo Bivina Marie Jeanne Eba | 46,33    |
| 6     | Äthiopien      | Neima Sefa Senknsh Mengista Med Gebremariam Tegest Tamangnu                       | 46,67    |
| 7     | Benin          | Valerie Hounkpeto Ariane Amouro Rafiatou Idi Beatrice Midomide                    | 48,11    |
|       | Senegal        | Adja Arette Ndiaye Marne Fatou Faye Sokhna Safietou Kante Fatoumata Diop          | DNF      |

12. August

### 4 × 400 m Staffel
| Platz | Land      | Athletinnen                                                                    | Zeit (min) |
| ----- | --------- | ------------------------------------------------------------------------------ | ---------- |
| 1     | Nigeria   | Patience Okon George Regina George Ada Benjamin Folashade Abugan               | 3:28,87    |
| 2     | Kenia     | Jacinter Shikanda Koki Manunga Janeth Jepkosgei Busienei Maureen Jelagat Maiyo | 3:32,26    |
| 3     | Botswana  | Goitseone Seleka Lydia Mashila Loungo Matlhaku Christine Botlogetswe           | 3:40,28    |
| 4     | Ghana     | Rashidatu Abubakar Vivian Mills Shawkia Iddrisu Janet Amponsah                 | 3:42,89    |
| 5     | Kamerun   | Marie Jeanne Eba Irene Bell Bonong Liliane Nguetsa Audrey Nkamsao              | 3:43,59    |
| 6     | Äthiopien | Fantu Magiso Chaltu Shumi Gadese Ejara Kore Tola                               | 3:46,91    |
| 7     | Marokko   |                                                                                | DNS        |

14. August

### Hochsprung
| Platz | Athletin           | Land | Höhe (m) |
| ----- | ------------------ | ---- | -------- |
| 1     | Rhizlane Siba      | MAR  | 1,80     |
| 2     | Basant Hassan      | EGY  | 1,80 SB  |
| 3     | Ariyat Dibow Ubang | ETH  | 1,78 NR  |
| 4     | Naya Owusu         | GHA  | 1,70     |

12. August

### Stabhochsprung
| Platz | Athletin               | Land | Höhe (m) |
| ----- | ---------------------- | ---- | -------- |
| 1     | Syrine Ebondo          | TUN  | 4,10     |
| 2     | Nisrine Dinar          | MAR  | 3,80     |
| 3     | Dorra Mahfoudhi        | TUN  | 3,70     |
| 4     | Deone Joubert          | RSA  | 3,70     |
| 5     | Alima Ouattara         | CIV  | 3,50     |
| 6     | Abdelmoniem Abdelrahma | EGY  | 3,50     |
| 7     | Lidia Nicole Alberto   | ANG  | 3,20 NR  |

11. August

### Weitsprung
| Platz | Athletin                 | Land | Weite (m) |
| ----- | ------------------------ | ---- | --------- |
| 1     | Ese Brume                | NGR  | 6,50      |
| 2     | Chinaza Amadi            | NGR  | 6,40 w    |
| 3     | Joëlle Mbumi Nkouindjin  | CMR  | 6,25      |
| 4     | Marlyne Ngo Ngoa         | CMR  | 6.24      |
| 5     | Tahani Romaissa Belabiod | ALG  | 6,17 w    |
| 6     | Elizabeth Dadzie         | GHA  | 6,14      |
| 7     | Carla Marais             | RSA  | 6,11      |
| 8     | Gladys Musyoki           | KEN  | 6,09      |

12. August

### Dreisprung
| Platz | Athletin                | Land | Weite (m) |
| ----- | ----------------------- | ---- | --------- |
| 1     | Joëlle Mbumi Nkouindjin | CMR  | 14,02     |
| 2     | Nadia Eke               | GHA  | 13,40 w   |
| 3     | Blessing Ibrahim        | NGR  | 13,35     |
| 4     | Linda Onana             | CMR  | 13,25     |
| 5     | Mathilde Boateng        | GHA  | 13,23 w   |
| 6     | Jihad Bakhechi          | MAR  | 12,88     |
| 7     | Jamaa Chnaik            | MAR  | 12,83     |
| 8     | Sokhna Safietou Kante   | SEN  | 12,76 w   |

14. August

### Kugelstoßen
| Platz | Athletin                | Land | Weite (m) |
| ----- | ----------------------- | ---- | --------- |
| 1     | Auriol Dongmo Mekemnang | CMR  | 16,84 CR  |
| 2     | Chinwe Okoro            | NGR  | 16,40     |
| 3     | Lezaan Jordaan          | RSA  | 15,31     |
| 4     | Nwanneka Okwelogu       | NGR  | 15,14     |
| 5     | Alifatou Djibril        | TOG  | 14,89     |
| 6     | Fadya Saad El Kasaby    | EGY  | 13,06     |
| 7     | Julia Agawu             | GHA  | 12,90     |
| 8     | Amele Yebeltal          | ETH  | 11,34     |

14. August

### Diskuswurf
| Platz | Athletin                | Land | Weite (m) |
| ----- | ----------------------- | ---- | --------- |
| 1     | Chinwe Okoro            | NGR  | 59,79 CR  |
| 2     | Nwanneka Okwelogu       | NGR  | 51,66     |
| 3     | Amina Moudden           | MAR  | 48,21     |
| 4     | Julia Agawu             | GHA  | 47,68 NR  |
| 5     | Alifatou Djibril        | TOG  | 47,17     |
| 6     | Elizna Naudé            | RSA  | 44,44     |
| 7     | Fadya Saad El Kasaby    | EGY  | 42,91     |
| 8     | Auriol Dongmo Mekemnang | CMR  | 41,35     |

12. August

### Hammerwurf
| Platz | Athletin           | Land | Weite (m) |
| ----- | ------------------ | ---- | --------- |
| 1     | Lætitia Bambara    | BUR  | 65,44     |
| 2     | Amy Sène           | SEN  | 64,46     |
| 3     | Sarah Bensaad      | TUN  | 60,97     |
| 4     | Queen Obisesan     | NGR  | 59,99     |
| 5     | Zouina Bouzebra    | ALG  | 58,71     |
| 6     | Nanette Stapelberg | RSA  | 55,49     |
| 7     | Aya Ibrahem Adly   | EGY  | 52,61     |
| 8     | Lucy Omondi        | KEN  | 51,44     |

10. August

### Speerwurf
| Platz | Athletin                      | Land | Weite (m) |
| ----- | ----------------------------- | ---- | --------- |
| 1     | Sunette Viljoen               | RSA  | 65,32 CR  |
| 2     | Zuta Mary Nartey              | GHA  | 52,57     |
| 3     | Selma Rosun                   | MRI  | 48,04     |
| 4     | Pascaline Adjimon Adanhouegbe | BEN  | 45,84     |
| 5     | Lucy Aber Okumu               | UGA  | 45,50     |
| 6     | Shura Utura                   | ETH  | 40,58     |

13. August

### Siebenkampf
| Platz | Athletin                 | Land | Punkte |
| ----- | ------------------------ | ---- | ------ |
| 1     | Marthe Koala             | BUR  | 5454   |
| 2     | Elizabeth Dadzie         | GHA  | 5286   |
| 3     | Bianca Erwee             | RSA  | 5086   |
| 4     | Nada Chroudi             | TUN  | 5011   |
| 5     | Corlia Gruger            | NAM  | 4625   |
| 6     | Anny Oyono               | CMR  | 4618   |
| 7     | Wedian Moktar Abdelhamid | EGY  | 4501   |
| 8     | Odile Ahouanwanou        | BEN  | 4309   |

12./13. August

## Medaillenspiegel
| Medaillenspiegel | Medaillenspiegel | Medaillenspiegel | Medaillenspiegel | Medaillenspiegel | Medaillenspiegel |
| Platz            | Land             | Gold             | Silber           | Bronze           | Gesamt           |
| ---------------- | ---------------- | ---------------- | ---------------- | ---------------- | ---------------- |
| 01               | Südafrika        | 10               | 5                | 4                | 19               |
| 02               | Nigeria          | 8                | 9                | 7                | 24               |
| 03               | Kenia            | 7                | 8                | 10               | 25               |
| 04               | Botswana         | 4                | 1                | 1                | 6                |
| 05               | Elfenbeinküste   | 3                | 4                | 1                | 8                |
| 06               | Äthiopien        | 2                | 4                | 3                | 9                |
| 07               | Kamerun          | 2                | 1                | 1                | 4                |
| 08               | Burkina Faso     | 2                | 0                | 0                | 2                |
| 09               | Marokko          | 1                | 2                | 5                | 8                |
| 10               | Ägypten          | 1                | 2                | 0                | 3                |
| 11               | Tunesien         | 1                | 1                | 2                | 4                |
| 12               | Algerien         | 1                | 0                | 3                | 4                |
| 13               | Eritrea          | 1                | 0                | 1                | 2                |
| 14               | Dschibuti        | 1                | 0                | 0                | 1                |
| 15               | Ghana            | 0                | 4                | 2                | 6                |
| 16               | Mauritius        | 0                | 1                | 1                | 2                |
| 17               | Senegal          | 0                | 1                | 0                | 1                |
|                  | Sambia           | 0                | 1                | 0                | 1                |
| 19               | Republik Kongo   | 0                | 0                | 1                | 1                |
|                  | Namibia          | 0                | 0                | 1                | 1                |
|                  | Sudan            | 0                | 0                | 1                | 1                |
| Gesamt           | Gesamt           | 44               | 44               | 44               | 132              |